# Attagenus eremivagus
Attagenus eremivagus es una especie de coleóptero de la familia Dermestidae.

## Distribución geográfica
Habita en el Sahara y Túnez.